# Aristide Sansoni
Aristide Sansoni (Roma, 3 novembre 1903 – ...) è stato un calciatore italiano, di ruolo mediano.
Era noto come Sansoni V per differenziarlo dai quattro fratelli Sansoni (Angelo, Gioacchino, Alberto e Giulio).

## Carriera
Con la Fortitudo di Roma disputa 4 gare nei campionati di Prima Divisione 1922-1923 e Prima Divisione 1924-1925. In seguito milita nella Casertana, nel campionato di Prima Divisione 1926-1927 e poi nella Società Sportiva Vittoria e nel Trastevere, entrambe a Roma.
Nella stagione 1931-1932 è al Santo Spirito, squadra minore romana.